# La Lomita, Salamanca
La Lomita är en ort i Mexiko.   Den ligger i kommunen Salamanca och delstaten Guanajuato, i den centrala delen av landet, 250 km nordväst om huvudstaden Mexico City. La Lomita ligger 1 801 meter över havet och antalet invånare är 178.
Terrängen runt La Lomita är varierad. Runt La Lomita är det ganska tätbefolkat, med 230 invånare per kvadratkilometer. Närmaste större samhälle är Salamanca, 14,6 km sydväst om La Lomita. Omgivningarna runt La Lomita är en mosaik av jordbruksmark och naturlig växtlighet.